# Костюк Євген Віталійович
Євге́н Віта́лійович Костю́к (28 серпня 1996 — 2 червня 2016) — боєць Добровольчого українського корпусу «Правий сектор».

## Життєпис
Народився 1996 року у Вінниці. Після школи навчався у вінницькому профтехучилищі № 11 на кухаря.
Взимку 2013—2014 років перебував на Майдані Незалежності, де був активним учасником Революції Гідності 2014-го після досягнення віку 17 років пішов добровольцем в батальйон ОУН. Воював у Пісках, Красногорівці. З лютого 2016 року — у складі 1-ї окремої штурмової роти Добровольчого Українського Корпусу «Правий сектор». Воював на позиції шахта «Путилівська» («Бутівка-Донецька»).
29 травня 2016 року зазнав важкого поранення у голову, підірвавшись на «розтяжці» в лісопосадці поблизу шахти «Путилівська».
Помер уночі проти 2 червня 2016-го в реанімації лікарні ім. Мечникова міста Дніпро.
3 червня 2016 року з Євгеном попрощались у Києві на Майдані Незалежності. Похований у Вінниці на кладовищі села Лука-Мелешківська.
Без Євгена лишилася мама, сестра 2009 р.н., дід полковник.
Аж у січні 2018 року Євгена визнано учасником бойових дій.

## Нагороди
- Нагороджений відзнакою ДУК ПС «Бойовий Хрест Корпусу» (грудень 2018; посмертно)[4];
- У 2021 році нагороджений орденом «За мужність» III ступеня (посмертно)[5];
- Народний Герой України (2017; посмертно).